# Campeonato Sul-Americano de Voleibol Feminino de 2011
O Campeonato Sul-Americano de Voleibol Feminino de 2011 foi a 29ª edição do torneio organizado pela Confederação Sul-Americana de Voleibol. Aconteceu em Lima, no Peru, de 28 de setembro a 2 de outubro de 2011. O campeão, Brasil, garantiu vaga na Copa do Mundo de 2011, que aconteceu no Japão.

## Equipes
- Argentina
- Bolívia (Desistiu antes do início do torneio).
- Brasil
- Chile
- Colômbia
- Paraguai
- Peru
- Uruguai

## Grupo A
|     |          |     | Jogos | Jogos | Jogos | Pontos | Pontos | Pontos | Sets | Sets | Sets  |
| Pos | Equipe   | Pts | T     | V     | D     | V      | P      | R      | V    | P    | R     |
| --- | -------- | --- | ----- | ----- | ----- | ------ | ------ | ------ | ---- | ---- | ----- |
| 1   | Peru     | 4   | 2     | 2     | 0     | 168    | 126    | 1.333  | 06   | 01   | 6,000 |
| 2   | Colômbia | 3   | 2     | 1     | 1     | 162    | 138    | 1.174  | 04   | 03   | 1.333 |
| 3   | Uruguai  | 2   | 2     | 0     | 2     | 84     | 150    | 0.560  | 00   | 03   | 0,000 |

| Data   | Hora  |         | Placar |          | Set 1 | Set 2 | Set 3 | Set 4 | Set 5 | Total | Relatório |
| ------ | ----- | ------- | ------ | -------- | ----- | ----- | ----- | ----- | ----- | ----- | --------- |
| 28 Set | 22:00 | Peru    | 3–1    | Colômbia | 25–23 | 25–22 | 18–25 | 25-17 | -     | 93–70 | 93–87     |
| 29 Set | 22:00 | Peru    | 3–0    | Uruguai  | 25–13 | 25–13 | 25–13 | -     | -     | 75–39 | 75–39     |
| 30 Set | 18:00 | Uruguai | 0–3    | Colômbia | 13–25 | 10–25 | 22–25 | -     | -     | 45–75 | 45–75     |

## Grupo B
|     |           |     | Jogos | Jogos | Jogos | Pontos | Pontos | Pontos | Sets | Sets | Sets  |
| Pos | Equipe    | Pts | T     | V     | D     | V      | P      | R      | V    | P    | R     |
| --- | --------- | --- | ----- | ----- | ----- | ------ | ------ | ------ | ---- | ---- | ----- |
| 1   | Brasil    | 6   | 3     | 3     | 0     | 225    | 87     | 2.586  | 09   | 00   | MAX   |
| 2   | Argentina | 5   | 3     | 2     | 1     | 187    | 145    | 1.290  | 06   | 03   | 2,000 |
| 3   | Chile     | 4   | 3     | 1     | 2     | 169    | 211    | 0.801  | 03   | 06   | 0.500 |
| 4   | Paraguai  | 3   | 3     | 0     | 3     | 118    | 226    | 0.522  | 00   | 09   | 0,000 |

| Data   | Hora  |           | Placar |           | Set 1 | Set 2 | Set 3 | Set 4 | Set 5 | Total | Relatório |
| ------ | ----- | --------- | ------ | --------- | ----- | ----- | ----- | ----- | ----- | ----- | --------- |
| 28 Set | 18:00 | Brasil    | 3–0    | Paraguai  | 25–7  | 25–9  | 25–8  | -     | -     | 75–24 | 75–24     |
| 28 Set | 20:00 | Argentina | 3–0    | Chile     | 25–10 | 25–15 | 25–12 | -     | -     | 75–37 | 75–37     |
| 29 Set | 18:00 | Brasil    | 3–0    | Chile     | 25–8  | 25–9  | 25–9  | -     | -     | 75–26 | 75–26     |
| 29 Set | 20:00 | Paraguai  | 0–3    | Argentina | 6–25  | 10–25 | 17–25 | -     | -     | 33–75 | 33–75     |
| 30 Set | 20:00 | Chile     | 3–0    | Paraguai  | 26–24 | 25–20 | 25–17 | -     | -     | 76–61 | 76–61     |
| 30 Set | 22:00 | Brasil    | 3–0    | Argentina | 25–19 | 25–10 | 25–8  | -     | -     | 75–37 | 75–37     |

## Fase Final
| Data   | Hora  |         | Placar |           | Set 1 | Set 2 | Set 3 | Set 4 | Set 5 | Total | Relatório |
| ------ | ----- | ------- | ------ | --------- | ----- | ----- | ----- | ----- | ----- | ----- | --------- |
| 01 Out | 17:00 | Uruguai | 3–0    | Paraguai  | 25-6  | 25-14 | 25-13 | -     | -     | 75–0  | 75-33     |
| 01 Out | 19:00 | Brasil  | 3–0    | Colômbia  | 25-18 | 25-7  | 25-20 | -     | -     | 75–0  | 75-45     |
| 01 Out | 21:00 | Peru    | 0–3    | Argentina | 15-25 | 23-25 | 24-26 | -     | -     | 62–0  | 62-76     |

5º Lugar
| Data   | Hora  |         | Placar |       | Set 1 | Set 2 | Set 3 | Set 4 | Set 5 | Total | Relatório |
| ------ | ----- | ------- | ------ | ----- | ----- | ----- | ----- | ----- | ----- | ----- | --------- |
| 02 Out | 16:00 | Uruguai | 3–1    | Chile | 25-16 | 24-26 | 25-18 | 25-19 | -     | 99–0  | 99-79     |

3º Lugar
| Data   | Hora  |      | Placar |          | Set 1 | Set 2 | Set 3 | Set 4 | Set 5 | Total | Relatório |
| ------ | ----- | ---- | ------ | -------- | ----- | ----- | ----- | ----- | ----- | ----- | --------- |
| 02 Out | 18:00 | Peru | 3–1    | Colômbia | 25-23 | 25-22 | 23-25 | 25-22 | -     | 98–0  | 98-92     |

FINAL
| Data   | Hora  |        | Placar |           | Set 1 | Set 2 | Set 3 | Set 4 | Set 5 | Total | Relatório |
| ------ | ----- | ------ | ------ | --------- | ----- | ----- | ----- | ----- | ----- | ----- | --------- |
| 02 Out | 20:00 | Brasil | 3–0    | Argentina | 25-10 | 25-7  | 25-17 | -     | -     | 75–0  | 75-34     |

## Colocação Final
| Posição | Equipe    | Histórico |
| ------- | --------- | --------- |
| 1       | Brasil    | 5–0       |
| 2       | Argentina | 3–2       |
| 3       | Peru      | 3–1       |
| 4       | Colômbia  | 1–3       |
| 5       | Uruguai   | 2–2       |
| 6       | Chile     | 1–3       |
| 7       | Paraguai  | 0–4       |

## Prêmios individuais
| MVP (Most Valuable Player) | Sheilla Castro        | Brasil   |
| Melhor atacante            | Marianne Steinbrecher | Brasil   |
| Melhor bloqueio            | Fabiana Claudino      | Brasil   |
| Melhor saque               | Lorena Zuleta         | Colômbia |
| Melhor líbero              | Fabiana de Oliveira   | Brasil   |
| Melhor levantadora         | Elena Keldibekova     | Peru     |
| Maior pontuadora           | Madelaynne Montaño    | Colômbia |